# Alice Bacon

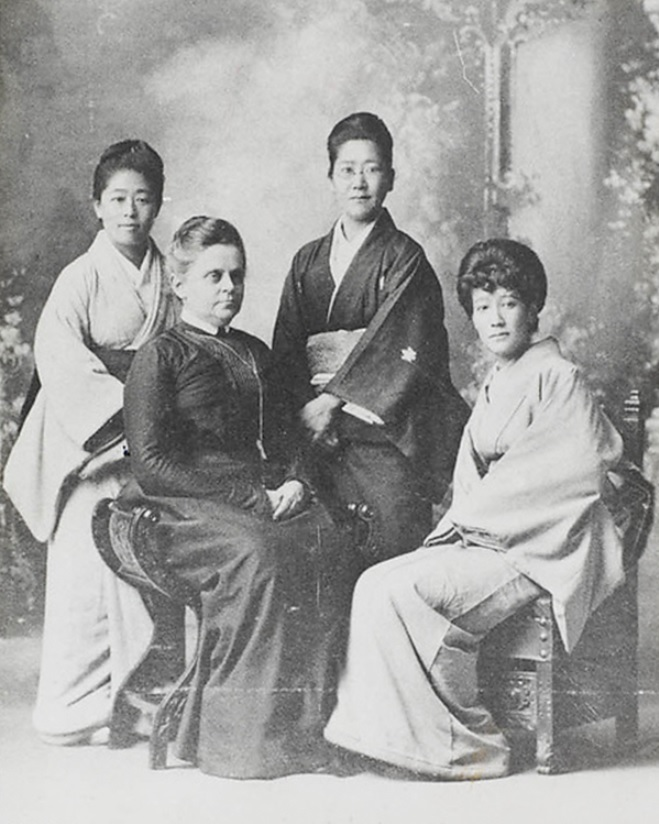
Zweite von links: Alice Bacon

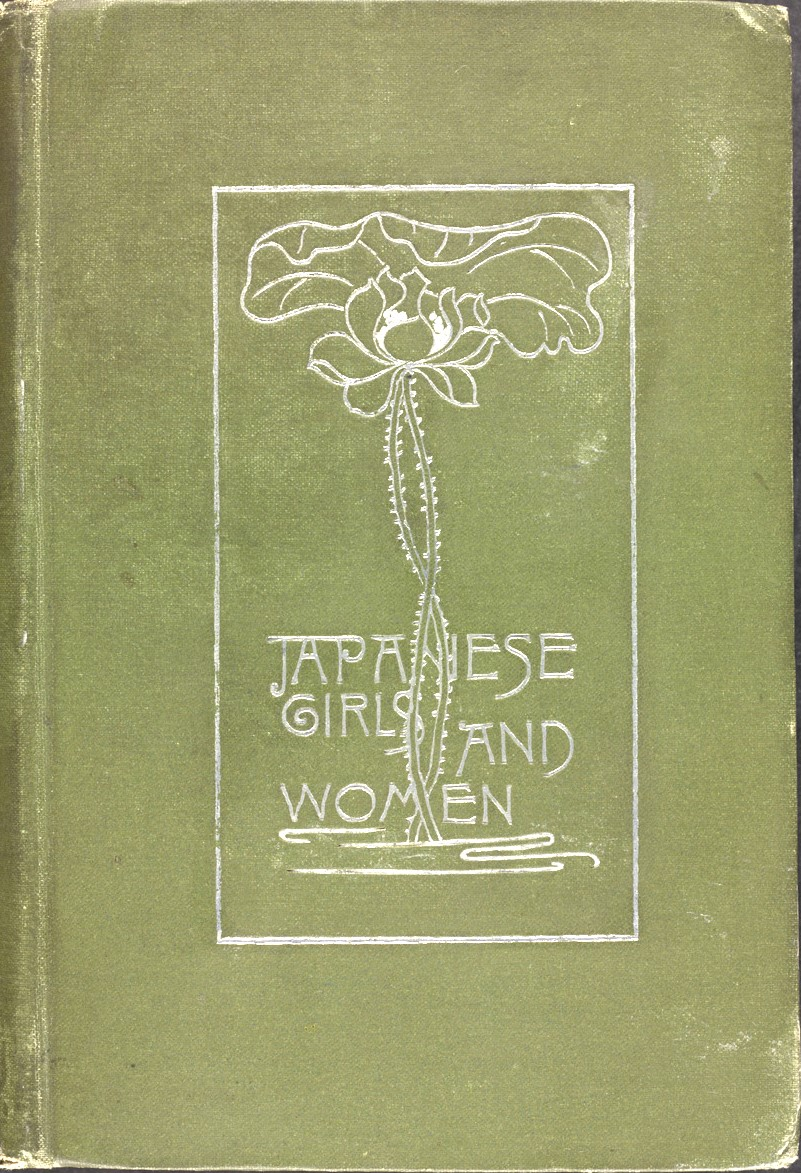
Japanese Girls and Women

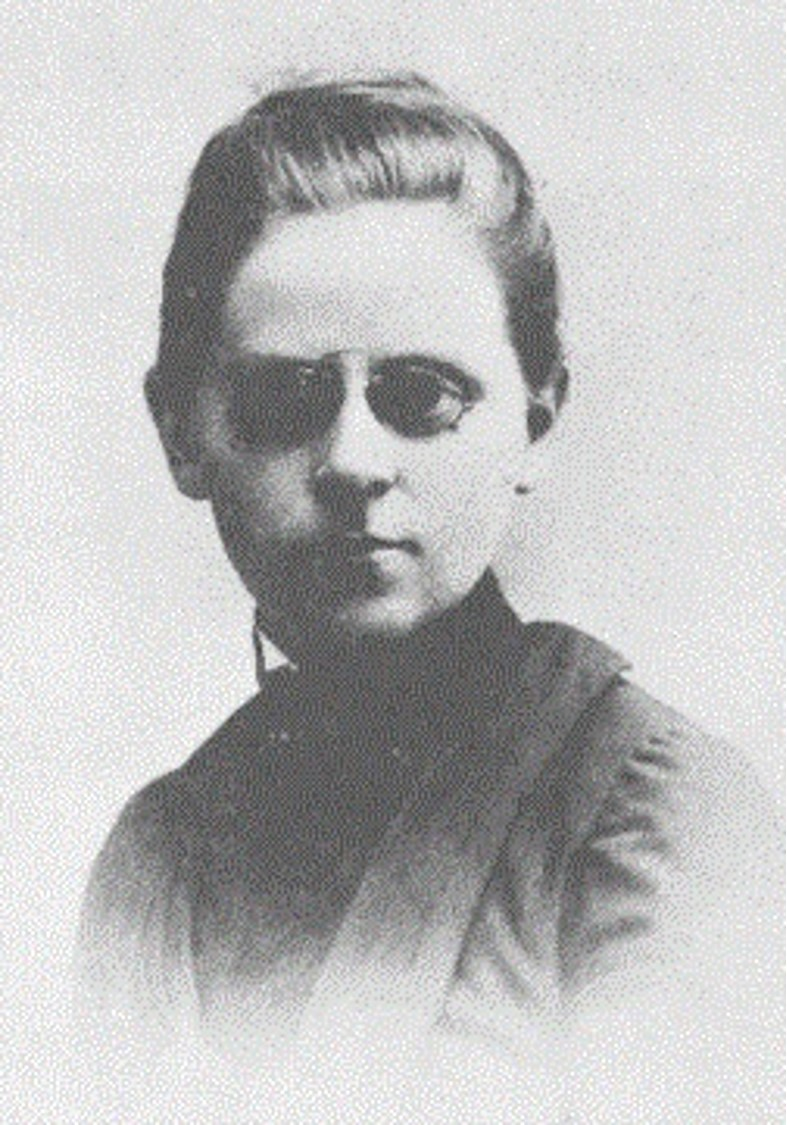
Die junge Bacon

Alice Mabel Bacon (geboren 26. Februar 1858 in New Haven, Connecticut, Vereinigte Staaten; gestorben 1. Mai 1918 daselbst) wirkte als Englischlehrerin in Japan und schrieb Bücher über ihre Erfahrungen dort. 

## Leben und Werk
Alice Mabel Bacon war die Tochter von Leonard und Catherine Bacon. Alice Bacon schrieb fast ausschließlich über Japan. Dieses besondere Interesse begann, als sie erst vierzehn Jahre alt war und ihr Vater eines der fünf jungen Mädchen, Yamakawa Sutematsu, die von der japanischen Regierung im Rahmen der Iwakura-Mission 1871 zur Ausbildung in die USA geschickt wurden, in seine Familie aufnahm.
Im Jahr 1883 begann Bacon am „Hampton Institute“ – heute Hampton University – zu unterrichten. Im Jahr 1888 wurde sie eingeladen, an der Adelsschule in Tokio zu unterrichten, die vom kaiserlichen Haushaltsministerium für Töchter des Adels geleitet wurde. Während ihres Aufenthalts in Japan verbrachte sie die meiste Zeit in der japanischen Gesellschaft und lernte viele Aspekte des japanischen Lebens kennen, die westliche Besucher selten zu sehen bekommen.
1889 kehrte Bacon zu ihrer Arbeit in Hampton zurück, wo sie sich mit dem Status des schwarzen Mannes befasste. Sie gründete das Dixie-Krankenhaus, um eine Krankenpflegeausbildung und eine bessere medizinische Versorgung für die Gemeinde zu ermöglichen, und äußerte sich in einem Artikel mit dem Titel The Negro and the Atlanta Exposition zu Rassenproblemen.
Das Buch Japanese Girls and Women (1891) basiert auf Bacons langjährigem Aufenthalt in Japan. Sie hielt das Buch für notwendig, weil „Japan als Ganzes zwar eingehend studiert und viele und vielfältige Informationen über das Land und seine Menschen gesammelt wurden, aber eine Hälfte der Bevölkerung völlig unbeachtet blieb, nur kurz erwähnt oder ganz und gar missverstanden wurde.“ Die Informationen, die sie sammelte, und die Beobachtungen, die sie machte, waren nicht die einer oberflächlichen Reisenden, sondern beruhen auf den engen Freundschaften, die sie mit vielen einheimischen japanischen Frauen entwickelte. Bacon lernte Menschen aller Schichten kennen und notierte sorgfältig die Gemeinsamkeiten und Unterschiede in ihren Vorstellungen und Bräuchen.
Das höfische Leben ist das Zentrum von Japans schönstem Drama, Musik, Kunst und Literatur. Ebenso liegt die Stadt im Zentrum der populären Volkskultur, und Bacon beschreibt die verschiedenen Feste des einfachen Volkes. Einer der interessantesten Berufe, die man in der Stadt finden kann, ist der der Geisha. Die Geisha-Häuser sind Einrichtungen, in denen kleine Mädchen in Tanz und Gesang, in der Etikette der Gästebewirtung und „in allem, was ein Mädchen für das andere Geschlecht reizvoll macht“, unterrichtet werden. Manchmal verlassen die Geishas das Tanzen in den Teehäusern, um die Konkubine eines wohlhabenden Japaners oder Ausländers zu werden.
Obwohl Japanische Mädchen und Frauen Bacons Hauptwerk ist, veröffentlichte sie auch eine Sammlung von Briefen über ihre Erfahrungen als Lehrerin in Tokio, A Japanese Interior, 1893, und eine Sammlung von Geschichten, In the Land of the Gods: Some Stories of Japan, 1905. Beide Bücher bieten einen seltenen Einblick in das japanische Alltagsleben. Weiter verfasste sie Menschliche Kugeln, die Geschichte eines Soldaten aus Port Arthur (1907) mit Bezug auf den Russisch-Japanischen Krieg.